# Соболиха (Бурятия)
Соболи́ха — посёлок в Прибайкальском районе Бурятии. Входит в сельское поселение «Туркинское».

## География
Расположен в 12 км к востоку от центра сельского поселения, села Турка, на правом берегу реки Турки.

## История
Основан как посёлок Байкальского леспромхоза на рубеже 1920—1930-х годов.

## Население
| 2002 | 2010 |
| ---- | ---- |
| 201  | ↘186 |

## Экономика
Сельское хозяйство, лесозаготовки.